# Louis Florencie
Louis Florencie est un acteur français, né le 4 décembre 1886 à Paris et mort le 4 décembre 1951 à Madrid.

## Biographie
Louis Jean Baptiste Florencie de son nom complet est né le 4 décembre 1886 à Paris XIe.
Louis Florencie a joué des seconds rôles dans plus d'une centaine de films et courts métrages entre 1912 et 1951.
Il est mort des suites de ses blessures, après un accident d'autocar survenu pendant une tournée en Espagne.
Il meurt le 4 décembre 1951 à Madrid.

## Filmographie

### Années 1910
- 1912 : Don Quichotte de Camille de Morlhon

### Années 1930
- 1930 : Fausse Alerte, court métrage de Charles de Rochefort
- 1931 : Tumultes de Robert Siodmak - (Emmerich)
- 1931 : Amour et Discipline de Jean Kemm - (Le caporal Ligard)
- 1931 : Gagne ta vie d'André Berthomieu - (M. Martin)
- 1931 : Grains de beauté de Pierre Caron
- 1931 : Un soir, au front d'Alexandre Ryder - (Gradin)
- 1931 : Olive passager clandestin, court métrage de Maurice de Canonge
- 1931 : La Tournée Verdure, court métrage d'André E. Chotin
- 1932 : Paris-Méditerranée de Joe May  - (Benoit)
- 1932 : Service de nuit d'Henri Fescourt - (Le commissaire)
- 1932 : Clochard de Robert Péguy
- 1932 : Suzanne de Raymond Rouleau
- 1932 : Maruche, court métrage de Robert Péguy - (M. Blondel)
- 1932 : Monsieur Durand, sénateur, court métrage de Robert Péguy
- 1932 : Le Casque de fer, court métrage de René Barberis
- 1932 : Un chien qui parle, court métrage de René Rips
- 1932 : Madame Salamandre, court métrage de Jean Marguerite
- 1933 : Ciboulette de Claude Autant-Lara - (Tranchet)
- 1933 : Une fois dans la vie de Max de Vaucorbeil
- 1933 : Le Coq du régiment de Maurice Cammage - (Montbrizard)
- 1933 : Les Deux Canards d'Erich Schmidt
- 1933 : Six cent mille francs par mois de Léo Joannon
- 1933 : Le Bien-aimé Lanouille, court métrage d'Emile G. de Meyst
- 1933 : Le Gros Lot, court métrage de Maurice Cammage
- 1934 : Madame Bovary de Jean Renoir
- 1934 : Le Grand Jeu de Jacques Feyder - (Fenoux)
- 1934 : L'Aristo d'André Berthomieu - (L'ambassadeur)
- 1934 : Les Bleus de la marine de Maurice Cammage - (Pelageon)
- 1934 : La Flambée de Jean de Marguenat
- 1934 : Alcide Pépie, court métrage de René Jayet
- 1934 : L'Affaire Sternberg, court métrage de Robert Péguy
- 1934 : Les Deux Papas, court métrage de Carlo Felice Tavano
- 1934 : Un gosse pour 100.000 francs de Gaston Schoukens - (Achille)
- 1934 : Malabars, court métrage de René Jayet
- 1935 : La Bandera de Julien Duvivier - (Gorlier)
- 1935 : Jim la Houlette d'André Berthomieu - (Bretonneau)
- 1935 : La Mariée du régiment de Maurice Cammage
- 1935 : Monsieur Prosper, court métrage de Robert Péguy
- 1935 : Le Mystère de la maison blanche, court métrage de Robert Péguy
- 1935 : Le Nudiste des Champs-Élysées, court métrage de Jacques Daroy
- 1935 : SOS... 10 grammes, court métrage
- 1935 : Une tête qui rapporte, court métrage de Jacques Becker
- 1936 : Tout va très bien madame la marquise d'Henry Wulschleger - (L'aubergiste)
- 1936 : L'Amant de Madame Vidal d'André Berthomieu
- 1936 : Bach détective de René Pujol - (Baudry)
- 1936 : Une femme qui se partage de Maurice Cammage
- 1936 : L'Homme du jour de Julien Duvivier
- 1936 : Moutonnet de René Sti
- 1936 : La Petite Dame du wagon-lit de Maurice Cammage - (Camboulives)
- 1936 : Le Cauchemar de Monsieur Bérignon, court métrage de Raymond Robert et Marcel Paulis
- 1936 : Hyacinthe, court métrage d'Émile Salle
- 1936 : Irma Lucinde, voyante, court métrage de Claude Orval
- 1937 : La Maison d'en face de Christian-Jaque - (Le contrôleur des contributions)
- 1937 : L'Affaire du courrier de Lyon de Maurice Lehmann et Claude Autant-Lara - (Jean Delafolie)
- 1937 : Le Choc en retour de Georges Monca et Maurice Kéroul - (mérival)
- 1937 : Les Dégourdis de la 11e de Christian-Jaque - (Le capitaine Cormières)
- 1937 : Gueule d'amour de Jean Grémillon - (Un dîneur)
- 1938 : Barnabé d'Alexander Esway
- 1938 : Eusèbe député d'André Berthomieu - (Le ministre)
- 1938 : Prince Bouboule de Jacques Houssin - (Loustalot)
- 1938 : Le Récif de corail de Maurice Gleize - (Le capitaine Jolifé)
- 1938 : Retour à l'aube d'Henri Decoin
- 1938 : Le Ruisseau de Maurice Lehmann et Claude Autant-Lara
- 1938 : Le Train pour Venise d'André Berthomieu
- 1938 : Vacances payées de Maurice Cammage - (Le contrôleur)
- 1939 : Le Chasseur de chez Maxim's de Maurice Cammage
- 1939 : Courrier d'Asie d'Oscar-Paul Gilbert - (Le patron)
- 1939 : Les Musiciens du ciel de Georges Lacombe
- 1939 : Sans lendemain de Max Ophüls - (Le client ivre)
- 1939 : Sur le plancher des vaches de Pierre-Jean Ducis - (Le général)
- 1939 : De Mayerling à Sarajevo de Max Ophüls

### Années 1940
- 1940 : L'Irrésistible Rebelle de Jean-Paul Le Chanois
- 1941 : Caprices de Léo Joannon - (Le gérant)
- 1941 : Mam'zelle Bonaparte de Maurice Tourneur - (Le commandant de la prison)
- 1942 : Le Prince charmant de Jean Boyer - (François)
- 1942 : L'assassin habite au 21 d'Henri-Georges Clouzot - (Le commissaire Monnet)
- 1942 : L'Honorable Catherine de Marcel L'Herbier - (Le brigadier)
- 1942 : Mariage d'amour d'Henri Decoin - (Le commissaire)
- 1943 : Le Brigand gentilhomme d'Émile Couzinet - (Le moine)
- 1943 : La Collection Ménard de Bernard Roland - (Le commissaire)
- 1943 : Douce de Claude Autant-Lara - (Le palefrenier)
- 1943 : Les Enfants du paradis de Marcel Carné - (Un policier) - Film tourné en deux époques -
- 1944 : L'Île d'amour de Maurice Cam
- 1945 : Au pays des cigales de Maurice Cam
- 1945 : Dernier Métro de Maurice de Canonge
- 1945 : Mission spéciale de Maurice de Canonge - (Le chef de gare)
- 1945 : Patrie de Louis Daquin
- 1945 : Fils de France de Pierre Blondy - (Le commandant)
- 1945 : J'ai dix-sept ans d'André Berthomieu
- 1946 : Inspecteur Sergil de Jacques Daroy - (Le commissaire)
- 1946 : Panique de Julien Duvivier - (L'inspecteur Marcelin)
- 1947 : Blanc comme neige d'André Berthomieu - (M. Martin, le patron de l'hôtel)
- 1947 : Brigade criminelle de Gilbert Gil
- 1947 : Carré de valets d'André Berthomieu - (M. Georges)
- 1947 : Erreur judiciaire de Maurice de Canonge
- 1947 : Une jeune fille savait de Maurice Lehmann - (Joseph)
- 1947 : Un flic de Maurice de Canonge - (Sacq)
- 1947 : Si j'avais la chance, court métrage de Louis Cuny
- 1948 : L'Armoire volante de Carlo Rim - (Le notaire)
- 1948 : La Bataille du feu de Maurice de Canonge - (Le commissaire)
- 1948 : Madame et ses peaux-rouges de Serge de La Roche (film resté inachevé)
- 1948 : Cité de l'espérance de Jean Stelli - (M. Bonpard)
- 1948 : Deux Amours de Richard Pottier - (Le moine)
- 1948 : Rapide de nuit de Marcel Blistène - (Le garçon)
- 1948 : Retour à la vie d'Henri-Georges Clouzot (sketch Le Retour de Jean) - (Le commissaire)
- 1948 : Un cas sur mille, court métrage de Jean-Pierre Feydeau
- 1948 : Un séducteur, court métrage de Claude Barma
- 1949 : Au royaume des cieux de Julien Duvivier - (Un gendarme)
- 1949 : Dernière Heure, édition spéciale de Maurice de Canonge - (Gaston Clapet)
- 1949 : Fait divers à Paris de Dimitri Kirsanoff
- 1949 : Les Nouveaux Misérables, court métrage d'Henri Verneuil

### Années 1950
- 1950 : Amour et Compagnie de Gilles Grangier - (M. Chambon)
- 1950 : Cœur-sur-Mer de Jacques Daniel-Norman - (François)
- 1950 : Les femmes sont folles de Gilles Grangier
- 1950 : Sous le ciel de Paris de Julien Duvivier - (Le prètre)
- 1951 : Le Chéri de sa concierge de René Jayet - (prétendot)
- 1951 : Une fille sur la route de Jean Stelli - (Le gendarme)